# Isopropylphénidate
L'isopropylphénidate ou IPPH est un stimulant du système nerveux central dérivé des pipéridines, très proche du méthylphénidate (Ritaline, Concerta), dont il est un dérivé. Il est vendu comme nouveau produit de synthèse sur le web, où il sert de substitut à d'autres stimulants, comme son parent l'éthylphénidate.
Il fait l'objet de récentes recherches concernant son potentiel comme traitement du trouble de déficit de l'attention (TDAH), et de la narcolepsie induite par les traitements médicamenteux car il présenterait moins d'effets secondaires.

## Historique
Documenté depuis 2013, l'usage de l'IPPH en tant que drogue récréationnelle s'est répandu à la suite de l'interdiction de différents stimulants et nouveau produit de synthèses. L'isopropylphénidate est alors vendu comme substitut à l'éthylphénidate ou au méthylphénidate, ces deux derniers étant réglementés.
L'IPPH est illégal au Royaume-Uni depuis avril 2015. Il est légal en France mais il est cependant illégal de le vendre comme produit de consommation.

## Chimie
Il s'agit d'une phényléthylamine liée à un cycle pipéridine, puis formant un ester carboxylique avec, comme substituant, un groupe isopropyle, contrairement au méthylphénidate pour qui c'est un groupement méthyle (-CH3)
Le méthylphénidate (ritaline) à gauche et l'isopropylphénidate à droite.
C'est ce groupe isopropyle qui protégerait l'IPPH de l'hydrolyse par l'enzyme CES1, induisant une plus longue demi-vie d'élimination.

## Pharmacologie
La pharmacologie de l'isopropylphénidate est peu documentée, et principalement extrapolée sur celle de son proche parent. Il semble actif à partir de 10 mg.
Cependant, il s'agirait d'une molécule prometteuse, douée de moins d'effets secondaires que la Ritaline, utilisée depuis un demi-siècle pour traiter le TDAH, la narcolepsie, ou l'hypersomnie, et possédant une plus longue demi-vie, ce qui rendrait un traitement plus pratique. En effet, le Méthylphénidate "oblige" le patient à des prises multiples, ce qui accentue les risques de dépendance et de mésusage.
L'IPPH agit, à l'instar des amphétamines ou du méthylphénidate, comme un stimulant du système nerveux central, en agissant sur la dopamine, la noradrénaline, mais pas significativement sur la sérotonine. Il augmente leur concentration dans la fente synaptique de deux manières : il inhibe la recapture de ces neuromédiateurs et agit sur les transporteurs de ces derniers. En résulte une plus grande concentration de ces neurotransmetteurs, dont la dopamine,. L'isopropylphénidate possède une plus grande affinité pour les transporteurs de la dopamine que ses analogues comme le MPH ou l'EPH, mais une moins grande affinité pour ceux de la noradrénaline. Il inhibe également plus la recapture de la dopamine que le méthylphénidate mais moins celle de la noradrénaline que le MPH. En résulterait moins d'effets secondaires, notamment de type cardiovasculaire, qui rendent le méthylphénidate dangereux dans certains cas, mais aussi d'ordre psychologique. En effet, la Ritaline est susceptible de provoquer de sévères crises d'angoisse. En cas de consommation d'alcool, la transformation de l'IPPH en métabolites actifs serait moindre que celle du MPH, et cette combinaison moins dangereuse.
Une cascade d'effets sympathicomimétiques existe cependant, et une surdose d'IPPH pourrait entraîner le décès par arrêt cardiaque. De plus, la prise de stimulants adrénergiques comme les phénidates, les amphétamines ou la cocaïne exposent à un risque accru d'AVC, et notamment d'hématome intra-cérébral, causé en général par une vascularite chronique secondaire à la prise de stimulants, et survenant dans les 2 jours suivant la prise de drogue.

## Effets
Les effets secondaires ne sont pas encore clairement identifiés, mais il semblerait qu'ils soient moindres que ceux du MPH d'un point de vue cardiovasculaire et psychologique. En effet, de par l'observation des cobayes volontaires que constituent les usagers de NPS, avec le manque cruel de méthodologie que cela représente, on constate moins d'effets indésirables [réf. nécessaire].